# Château de Sychrov
Le château de Sychrov se trouve à Sychrov, dans la région de Liberec à 16 km au sud de Liberec et 6 km au nord-ouest de Turnov. C'est un exemple unique de construction néogothique de la seconde moitié du XIXe siècle en Bohême. Il a été construit par les princes de Rohan, exilés après la Révolution française et qui se sont mis au service de l'empereur d'Autriche.

## Histoire
Une forteresse existe sur l'emplacement du château depuis le XVe siècle. De 1690 à 1693, un petit château baroque est construit ici par un descendant de Wallenstein. Le 30 août 1820, le lieu est acquis par Charles Alain Gabriel de Rohan, duc de Montbazon. Ce dernier avait fui la Révolution française avec son père, Henri de Rohan, prince de Guéménée et ses frères et qui s'étaient mis au service des Habsbourg-Lorraine alors à la tête du Saint Empire. Contrairement aux autres émigrés, invités par Napoléon Ier puis sous la Restauration à revenir en France, et qui saisissent généralement cette opportunité, les Rohan décident de rester en Bohême. 

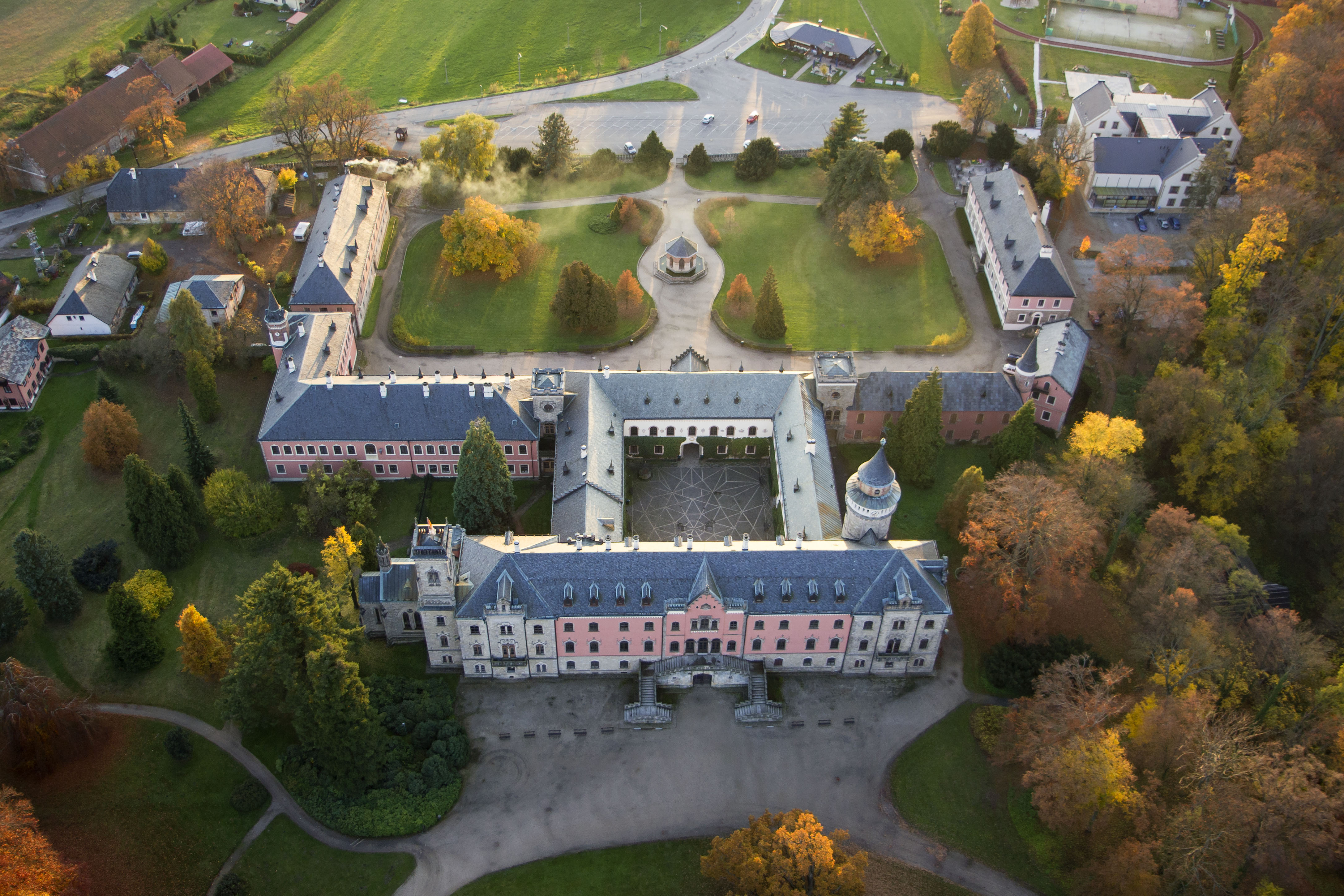
Vue aérienne.
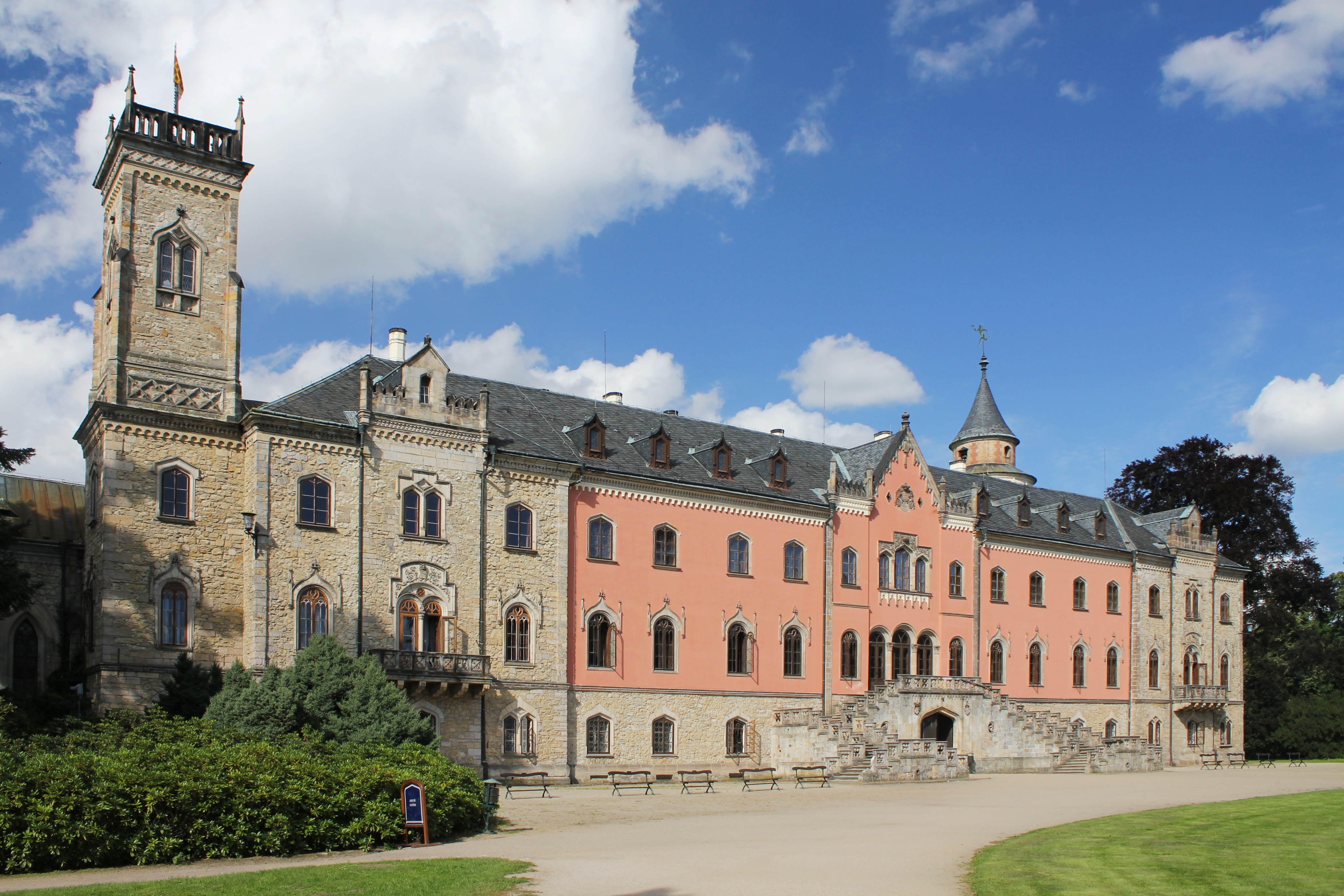
Façade du château.

Les 125 années sous les Rohan sont les plus importantes de l'histoire du château qui connaît alors de profondes modifications. Le petit château baroque ne satisfait pas les exigences d'un duc et pair de France, prince du Saint-Empire avec le prédicat d'Altesse Sérénissime, etc.
Aussi, sous le duc Charles Alain Gabriel de Rohan, une reconstruction générale dans le style Empire à la mode est alors entreprise et complétée en 1834. En 1846, à la mort de Louis Victor Meriadec de Rohan, duc de Bouillon, la branche ainée des Rohan s'éteint ; les titres et les possessions passent à la branche cadette des Rohan-Rochefort. Le duc Camille Joseph Idesbald Philippe de Rohan, successeur du précédent, entreprend, entre 1847 et 1862, de reconstruire le château en style néogothique romantique à la mode en Bohême et ailleurs (voir l'exemple des châteaux de Hluboká nad Vltavou, Lednice ou Hradek et Nechanic…). Il fait appel aux services de Bernard Grueber, professeur à l'Académie des Beaux-Arts et aux artistes de Bohême dont Petr Bušek, un sculpteur sur bois à qui l'on doit les boiseries des intérieurs. Le parc est dessiné dans le style anglais et servira d'exemple aux arboretums de Průhonice et Konopiště.
Dans les années 1920, une modernisation assez malheureuse du château est entreprise : la modénature néogothique est partiellement supprimée sur les façades extérieures et, à l'intérieur, certaines boiseries et la plupart des tentures murales de cuir de Cordoue sont arrachées alors que le mobilier néogothique est partiellement remplacé par des éléments plus fonctionnels et modernes.
En 1945, le château est nationalisé suivant les décrets Beneš qui confisquent les biens des Allemands des Sudètes en général et de la noblesse austro-hongroise en particulier (mais pas de la noblesse tchèque).
Le château est ouvert au public en 1970 et, au début des années 1980, une réhabilitation et restauration générales sont entreprises, qui touchent les intérieurs, les façades et le parc pour redonner à Sychrov son lustre d'antan et son aspect néogothique initial.
Le château possède 240 portraits de membres de la famille de Rohan. 
Le domaine est inscrit en 1995 comme patrimoine national.

## Collections
Le domaine peut s'enorgueillir de 240 portraits des Rohan, de leurs cousins et des rois de France, par des peintres français, italiens, hollandais, ou tchèques,, faisant de cette collection la plus importante de portraits français en Europe centrale.
Mentionnons également des vitraux assez remarquables par Jan Zachariáš Quast.

## Parc
Le parc de 23 hectares est redessiné dans le style romantique anglais au XIXe siècle, et sur des critères scientifiques. Les Rohan sont passionnés de botanique et les collections dendrologiques sont remarquables. Des variétés de hêtre, Fagus sylvatica 'Rohanii' et Fagus sylvatica 'Rohan Gold', leur sont dédiées et, bien sûr, cultivées dans le parc.

## Utilisation
Aujourd'hui, Sychrov est une attraction touristique populaire.
Le compositeur Antonín Dvořák a visité le château à plusieurs reprises (il était ami de son administrateur) et plusieurs de ses œuvres ont été inspirées par sa beauté. En son honneur, un festival de musique classique s'y déroule chaque année en juin.
Le château est souvent utilisé comme lieu de tournage pour des films tchèques et étrangers.
La comédie de 1997, L'Éducatrice et le Tyran, avec Fran Drescher et Timothy Dalton et le film de guerre de 2022, À l'ouest rien de nouveau, ont été tournés au château.
Le château est également un lieu prisé pour les cérémonies de mariage.